# Power Metal (album)
Power Metal – czwarty studyjny album heavymetalowego zespołu Pantera wydany w 1988 roku. Producentem Power Metal był ojciec Dimebaga Darrella i Vinnie Paula (gitarzysty i perkusisty Pantery) – Jerry Abott (podpisany na wkładce płyty pseudonimem „The Eldn”). Dystrybucją albumu muzycy zajęli się własnoręcznie, tworząc niezależną wytwórnię płytową Metal Magic.
Muzycy Pantery „odcinają się” od glammetalowych początków swojej twórczości, dlatego Power Metal oraz trzy poprzednie albumy nie są listowane na ich oficjalnej stronie.
Power Metal to pierwszy album Pantery, na którym zaśpiewał Phil Anselmo. Jest to też pierwszy album, na którym (w utworze „P.S.T. 88") wokalnie zaczął udzielać się gitarzysta zespołu – Dimebag Darrell.
W warstwie muzycznej Power Metal odchodzi od glammetalowej konwencji i jest wyraźnie skierowany w stronę kolejnych dokonań zespołu, a zwłaszcza następnego albumu Cowboys from Hell.

## Twórcy
- Phil Anselmo – śpiew
- Dimebag Darrell – gitara elektryczna, śpiew
- Rex Brown – gitara basowa
- Vinnie Paul – perkusja
- Marc Ferrari – autorstwo i produkcja utworu „Proud to Be Loud”
- Terry Glaze – współautorstwo utworu „Down Below”

## Lista utworów
1. „Rock the World” – 3:34
2. „Power Metal” – 3:53
3. „We’ll Meet Again” – 3:54
4. „Over and Out” – 5:06
5. „Proud to Be Loud” – 4:03
6. „Down Below” – 2:49
7. „Death Trap” – 4:07
8. „Hard Ride” – 4:16
9. „Burnnn!” – 3:35
10. „P.S.T. 88” – 2:5